# 기타한냐촌
기타한냐촌(北般若村)은 도야마현 히가시토나미군에 있던 촌이다. 현재의 다카오카시에 해당한다.

## 역사
- 1889년 7월 2일 - 정촌제 시행에 의해  도나미군 기타한냐촌이 성립하였다.
- 1896년 4월 1일 - 군 개편에 의해 도나미군이 분할해 니시토나미군이 성립에 의해 니시토나미군에 속하게 되었다.
- 1954년 1월 15일 - 다이고촌, 고레토촌과 합병해 다이고정이 성립하였다.